# Somewhere I Belong
„Somewhere I Belong“ je píseň americké rockové skupiny Linkin Park. Byla vydána v 24. února 2003 jako první singl z jejich druhého studiového alba Meteora. Píseň je třetí skladbou alba.
Skladba získala světový úspěch, stejně jako celé album.

## Videoklip
Videoklip režíroval člen kapely Joe Hahn. V klipu kolem skupiny hoří oheň. Objeví se v něm i záběry Benningtona a Shinody před vodopádem. Kolem nich stojí mniši. Videoklip byl následně oceněn jako nejlepší rockový videoklip na MTV Video Music Awards 2003.

## Seznam skladeb
| CD singly | CD singly            | CD singly |
| Pořadí    | Název                | Délka     |
| --------- | -------------------- | --------- |
| 1.        | "Somewhere I Belong" | 3:33      |
| 2.        | "Step Up" (live)     | 4:15      |
| 3.        | "My December" (live) | 4:27      |

## Obsazení

### Linkin Park
- Chester Bennington – zpěv
- Mike Shinoda – rap, klavír, programování, samply
- Brad Delson – sólová kytara
- Dave Farrell – basová kytara
- Joe Hahn – gramofony, samply
- Rob Bourdon – bicí

### Produkce
- Don Gilmore – produkce
- Linkin Park – produkce